# Число Вебера

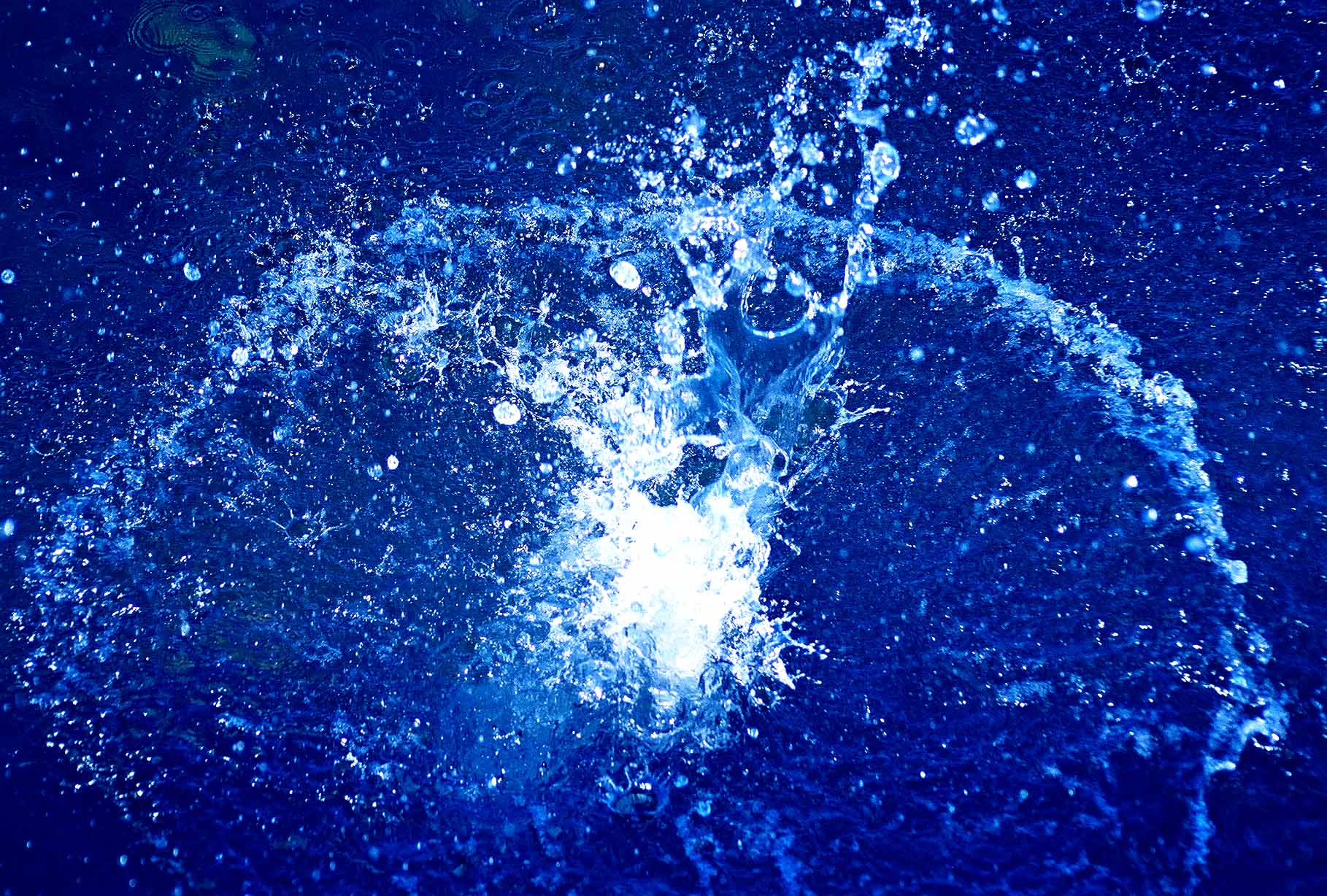
Образование капель брызг воды после удара о камень. Несферические капли характерны для больших чисел Вебера.

Число Вебера ({\displaystyle \mathrm {We} }) — критерий подобия в гидродинамике, определяющий отношение инерции жидкости к поверхностному натяжению. Оно может быть определено как:
{\displaystyle \mathrm {We} ={\frac {\rho Lv^{2}}{\sigma }},}
где:
- {\displaystyle \rho } — плотность;
- {\displaystyle \sigma } — коэффициент поверхностного натяжения;
- {\displaystyle L} — характеристическая длина;
- {\displaystyle v} — скорость.

Число Вебера можно записать как произведение чисел капиллярности и Рейнольдса:
{\displaystyle \mathrm {We} =\mathrm {Cp} \cdot \mathrm {Re} }

## Вращательное число Вебера
В частном случае, если движение жидкости вращательное с угловой скоростью ω, имеем:
{\displaystyle v=\omega L}.
Тогда число Вебера примет вид, называемый вращательным числом Вебера:
{\displaystyle \mathrm {We} _{r}={\frac {\rho L^{3}\omega ^{2}}{\sigma }}}.
Это число названо в честь Моритца Вебера (1871—1951).